# Due stelle nella polvere
Due stelle nella polvere (Rough Night in Jericho) è un film del 1967 diretto da Arnold Laven.
È basato sul romanzo The Man in Black di Marvin H. Albert, che firma anche la sceneggiatura.

## Trama
Per aiutare un amico e la sua socia, l'ex sceriffo Dolan si trova di fronte l'ex collega Flood che tiene in pugno la città di Jerico con il terrore.